# IB Berufliche Schulen Esslingen
Die IB Beruflichen Schulen in Esslingen gehören zum Internationalen Bund (IB) und bieten Bildungsgänge mit den Abschlüssen Fachhochschulreife, Fachschulreife und Hauptschulabschluss.

## Bildungsgänge
Die Fachhochschulreife wird im einjährigen Kaufmännischen Berufskolleg I/II erreicht.
Die Fachschulreife wird in der zweijährigen Kaufmännischen Berufsfachschule (Wirtschaftsschule) erreicht.
Der Hauptschulabschluss wird im einjährigen Vorqualifizierungsjahr Arbeit/Beruf (VAB) erreicht.
Zudem ist der Erwerb eines Sprachzertifikats des Niveaus A2 und B1 in einem einjährigen Vorqualifizierungsjahr Arbeit/Beruf mit dem Schwerpunkt Erwerb von Deutschkenntnissen (VABO) möglich. 

## Pädagogisches Konzept
Als Teil des Comenius-Programm der Europäischen Union leben und fördert die Schule das lebenslange Lernen. Zusammen mit internationalen Partnerschulen aus der Türkei, Irland, Italien oder auch Österreich vermitteln die IB Berufliche Schulen Esslingen mit Exkursionen und Austauschprojekten neben Fachwissen auch soziale und interkulturelle Kompetenzen. Die Basis dafür ist ein gemeinschaftliches und respektvolles Miteinander. Die Schule hat ein besonderes Kennlernkonzept erarbeitet und bietet kulturelle sowie sportliche Aktivitäten an.